# Chetagurovi
Chetagurovi (georgiska: ხეთაგუროვი), tidigare Tsunari (წუნარი), är en ort i Georgien. Den ligger i den centrala delen av landet, 100 km nordväst om huvudstaden Tbilisi.